# 北九州市立北九州特別支援学校
北九州市立北九州特別支援学校（きたきゅうしゅうしりつ きたきゅうしゅうとくべつしえんがっこう）は、かつて福岡県北九州市が設置していた肢体不自由児のための特別支援学校。

## 沿革
- 1985年（昭和60年）：小倉養護学校と足立養護学校を統合し、市内小倉南区春ヶ丘10番3号に開校。
- 2007年（平成19年）：特別支援教育の実施により、北九州市立北九州特別支援学校と改称。
- 2016年（平成28年）：北九州市の公共施設統廃合の一環として、病弱児を対象として隣接地にあった企救特別支援学校と統合され廃校（「北九州市立小倉総合特別支援学校」として再出発）。旧企救校跡地は解体され、近隣で老朽化していた市立総合療育センターを移転させることになっている。

## 学部
- 小学部
- 中学部
- 高等部
- 訪問教育